# Eumel de Corint
Eumel de Corint (grec antic: Εὔμηλος, llatí: Eumelus), fill d'Amfilit, és el nom amb què es coneix un poeta èpic de l'antiga Grècia, membre de la família reial dels Baquíades, que va florir vers la 5a Olimpíada, a mitjan segle viii aC, tot i que també podria ser simplement el nom sota el qual va quedar recollida la tradició èpica coríntia, desenvolupada en època arcaica i cristal·litzada en uns poemes del segle vii aC.

## Obra

### Obres probables
Les seves poesies són genealògiques i mitològiques. Es coneixen les següents:
- Corinthiaca, una epopeia històrica en honor de la seva ciutat; aquest poema va ser transcrit en prosa.[1]
- Europia, poema èpic que tracta sobre la fundació de Tebes.
- De προσόδιον ἐς Δῆλον (prosódion es Dēlon), de què Pausànias cita dos hexàmetres, cantats, també segons Pausànias, per una delegació de messenis enviats a la festa d'Apol·lo a Delos.[4]
- Bougonia, un poema sobre abelles (en grec antic: βουγόναι o βουγενεῖς).[5]

### Obres dubtoses
- Uns escolis a Píndar li atribueixen un poema sobre els Retorns de Troia (Νόστος), sota el nom d'Eumolp.
- Hom també li atribuí la Titanomàquia (Τιτανομαχια), que més aviat podria ser obra del seu contemporani Arctinos de Milet.